# Cornel Medrea

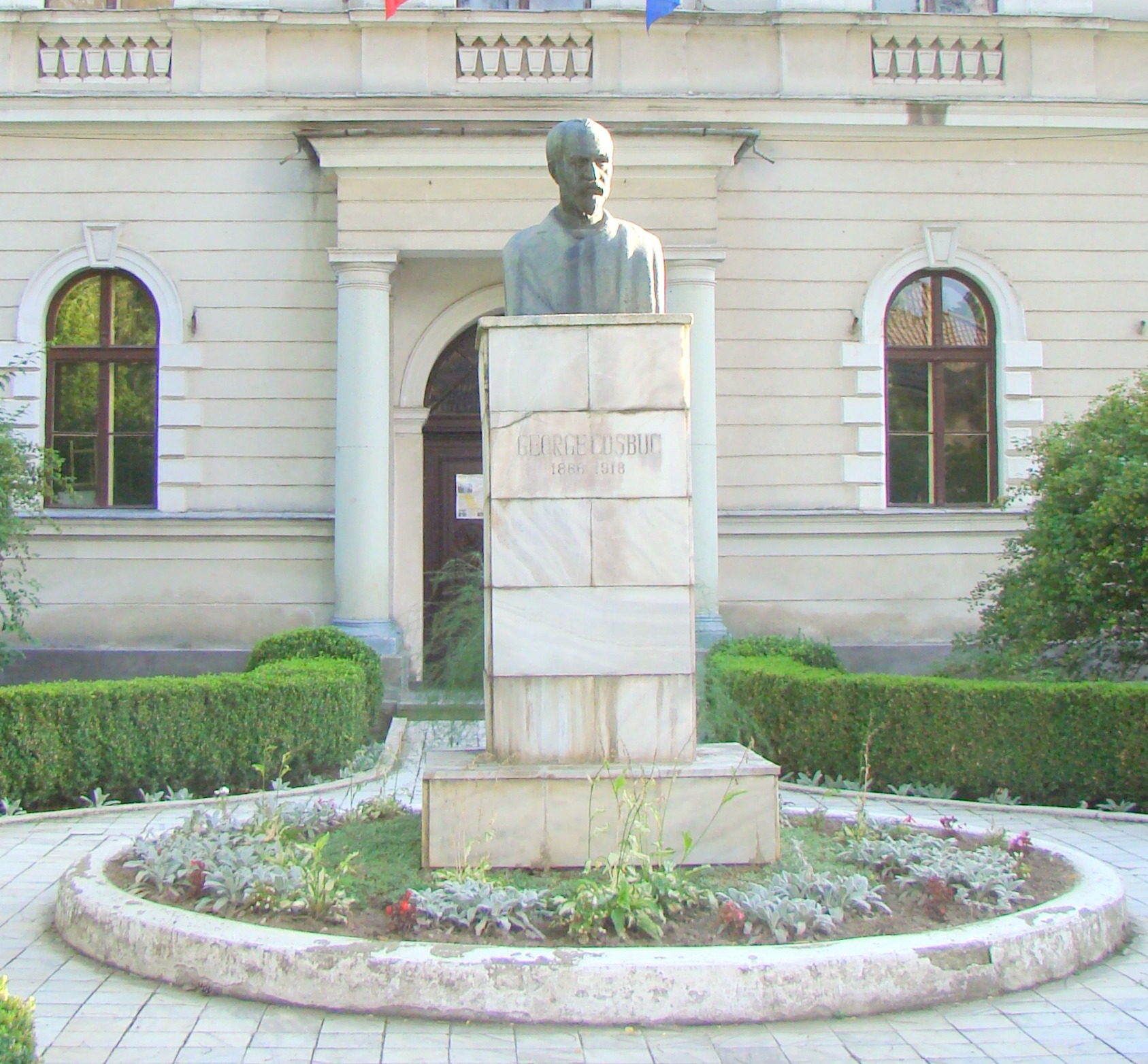
George Coșbuc mellszobra Naszódon

Cornel Medrea (Szerdahely, Szeben vármegye, 1888. március 8. – Bukarest, 1964. július 25.) román szobrász, állami díjas, a Román Népköztársaság népművésze.

## Életpályája
Szerdahelyen született 1888-ban. Miután szülei Gyulafehérvárra költöztek, ott járt iskolába, majd Zalatnán képzőművészeti iskolába járt 1905 és 1909 között. Ezután Budapesten a Képzőművészeti Főiskolán tanult 1909 és 1912 között, ahol Zala György volt a mestere. Egy éven át tanulmányutakat tett Bécsbe, Drezdába, Lipcsébe és Münchenbe, majd hazatért. 1914-től Bukarestben élt. 1933. november 11-én tanári kinevezést kapott a bukaresti művészeti akadémiára.

## Szobrai
- George Coșbuc, mellszobor, 1914 (Nagyszeben)
- Aristide Demetriade Hamlet szerepében, 1919 (Bukaresti Nemzeti Színház)
- Molière, mellszobor, 1919 (Bukaresti Nemzeti Színház)
- Victor Hugo, mellszobor, 1919 (Bukaresti Nemzeti Színház)
- Barbu Ștefănescu Delavrancea, mellszobor, 1920 (Kiseleff sugárút, Bukarest)
- Vasutas hősök emlékműve, 1923, Ion Jaleával együtt (Bukarest)
- Ștefan Octavian Iosif, mellszobor, 1926 (Nicolae Titulescu Park, Brassó)
- Ștefan Octavian Iosif, mellszobor (Cișmigiu Park, Bukarest)
- Avram Iancu emlékműve, 1927 (Câmpeni)
- Traian Lalescu, mellszobor, 1930 (Temesvár)
- Andrei Mureșanu szobra, 1932 (Beszterce)
- Vasile Lucaciu, 1932 (Szatmárnémeti)
- Ovidiu, 1927 (Șoseaua Kiseleff, Bukarest)
- Reliefek a mărășești-i mauzóleumból, 1930, Ion Jaleával együtt
- Dr. Ioan Rațiu, 1929 (Torda)
- Román vajdák érmei, 1934 (Királyi Palota, Bukarest)
- Mihai Eminescu, mellszobor, 1938 (Giurgiu)
- Gheorghe Lazăr, mellszobor, 1938 (Avrig)
- Halászok, szoborcsoport, 1959 (Konstanca)
- Elena Cernei, mellszobor, 1962 (Bukarest), magángyűjteményben
- Margareta Pâslaru, mellszobor, 1962 (Șuțu Palota, Bukarest)
- Gyerek békával, 1962 (Konstanca)

## Díjai, elismerései
- az 1929-es Barecelonai Nemzetközi Kiállítás díszoklevele,
- az 1937-es párizsi Exposition Internationale des Arts et Techniques dans la Vie Moderne nagydíja,
- az 1939-es New York-i világkiállítás nemzetközi díja,
- nemzeti szobrászati díj (1945),
- Állami Díj (1956),
- a Román Népköztársaság népművésze (1957).

## Emlékezete
Bukarestben hunyt el 1964. július 25-én. A Bellu temetőben hantolták el. Gyűjteményes kiállítása Bukarestben a Suțu palotában levő múzeumban található. A kezdeti adomány 1948-ban 118 festményből és 38 vázlatból állt; ideiglenes jelleggel évekig a Mogosoaia palotában volt látható. A gyűjtemény jelenleg 384 szoborból és rajzból áll.